# Juan Virgen
Juan Ramón Virgen Pulido (Santiago Ixcuintla, 9 de abril de 1987) é um jogador de vôlei de praia mexicano, medalhista de ouro nos Jogos Pan-Americanos de Toronto em 2015 e em seu histórico em edições dos Jogos Centro-Americanos e do Caribe destacam-se as medalhas de prata nas edições de Barranquilla 2018 e Cabo Rojo 2010 e o bronze em Veracruz 2014.

## Carreira
Juan Virgen formou dupla com Aldo Miramontes na conquista da medalha de prata nos Jogos Centro-Americanos e do Caribe de 2010 em Mayagüez e em 2014 ao lado de Lombardo Ontiveros obteve a medalha de bronze na edição dos referidos jogos realizados em Veracruz.
Anos depois com Lombardo Ontiveros disputou os Jogos Olímpicos de Verão de 2016, terminando nas oitavas-de-finais.e com este sagrou-se medalhista de ouro na edição dos Jogos Pan-Americanos de 2015 realizado em Toronto, e alcançaram também a medalha de prata na edição dos Jogos Centro-Americanos e do Caribe de 2018 em Barranquilla